# Radio Nervión
Radio Nervión (Nerbioi Irratia en euskera) es una cadena de radio vizcaína que emite desde Bilbao (País Vasco, España).

## Historia
Radio Nervión es una emisora vizcaína que emite en frecuencia modulada (FM) y streaming. Desde su fundación en 1986 apuesta por la comunicación local a través de su formula musical e informativa, habiéndose convertido en un fenómeno social del mundo de la comunicación desde sus inicios. Radio Nervión es una emisora cercana, participativa, alegre, que ofrece música variada y noticias para toda la familia. Los más de cien mil oyentes que forman La Gran Familia de Radio Nervión participan en esta pionera red social, pidiendo sus canciones favoritas, felicitando a sus familiares y amigos, o participando en las numerosas y diversas actividades que la emisora promueve. Emiten las 24 horas en vivo a través de la 88.0 FM,  para toda Vizcaya y municipios próximos de otras provincias, y para todo el mundo a través de Internet. Radio Nervión encabeza el Grupo Nervión formado por emisoras de radio y televisión local del País Vasco  (Radio Nervión, Radio Gorbea, Radio Donosti, TeleBilbao, TeleVitoria, TeleDonosti) y de otras comunidades, así como prensa digital y agencia de noticias locales (LocalPress.es)

## Programas de radio
La programación de la radio suele ser: 
LUNES A VIERNES
- De 05:00 a 08:00 El Madrugador, con JON
- De 08:00 a 09:00 A Primera Hora con MAR Y CIELO
- De 09:00 a 12:00 ¡Más música! + "Peticiones musicales" con EDUARDO
- De 12:00 a 15:00 ¡Más música! + "Peticiones musicales" con LUIS CARLOS
- De 15:00 a 18:00 ¡Más música! + "Peticiones musicales" con MARÍA JESÚS
- De 18:00 a 19:00 LO + TXIKI con YAIZA
- De 19:00 a 21:00 LO + NUEVO con YAIZA
- De 21:00 a 22:00 ¡El Guateque! + "Peticiones musicales" con IKER
- De 22:00 a 23:00 La Orquestina con IKER
- De 23:00 a 00:00 Bilbosport con Iker Fernández y M.A. Puente
- De 00:00 a 01:00 Segundo Hogar con AGURTZANE
- De 01:00 a 05:00 Las Madrugadas con AGURTZANE

FIN DE SEMANA
- "El Supermadrugador" con RICHARD VELASCO (5 a 9)
- "Las Perlas de Mar" con MAR Y CIELO los sábados (9 a 13)
- Nuestras Bilbainadas con UNAI ETXEBARRIA los domingos (de 9 a 10)
- ¡Vaya Domingo! Con JOSEBA los domingos (10 a 14)
- ¡El Guateque! Con LUIS CARLOS
- Locos por la música con JOSE IGNACIO los domingos (10 a 1)
- Retransmisiones de los partidos del Athletic Club de Bilbao

INFORMATIVOS
A menos 5 de cada hora, con EVA ARGOTE, BELÉN OLLERO, MÓNICA AMBROSIO.

## Locutores
El equipo de Radio Nervión son: 
- Eduardo Velasco
- Luis Carlos del Pozo
- Richard Velasco
- María Jesús García
- Iker Fernández
- Miguel Ángel Puente
- Agurtzane Bilbao
- Jon Gómez
- Mar Y Cielo García
- Joseba Solozábal
- Dani Hernández
- José Ignacio Rejón
- Poli Luengas
- Yaiza Arrizabalaga
- Javi Martín
- Jesús Muñoz
- Luís María Vivanco "Perillas"

### Otros locutores destacados en la historia de Radio Nervión
- Ramón Astika
- Juan Carlos Maleta
- Idoia Bilbao
- Iñaki López
- Marta Moure
- Marian Carreira
- Laura L. Garijo
- Mari Carmen Valiño
- Casilda Corraleche
- Mari José Aranguren
- Vanesa de la Lama
- Loren Sastre
- Josu Ortega
- Egoitz Beain
- Nortxu Martinez
- Marlene González
- Iker Udaondo
- Cristina Pintor
- Álex Sevilla
- Lorea González
- Ane Villasante

## Concurso de Bilbainadas
En el año 1988 Radio Nervión creó un concurso de Bilbainadas.

## Grupo Nervión
Grupo Nervión formado por:
- Emisoras de radio y  televisión local del País Vasco:
  - Emisoras de Radio:
    - Radio Nervion (Vizcaya)
    - Radio Gorbea (Álava)
    - Radio Donosti (Guipúzcoa)

  - Canales de televisión:
    - TeleBilbao (Vizcaya)
    - TeleVitoria (Vitoria)
    - TeleDonosti (Guipúzcoa)
- Otros Canales de Televisión:
  - Local Media TV: es una agrupación de televisiones de proximidad de España creada en 1994.
- Prensa digital y Agencia de noticias locales 
  - LocalPress.es

## Grupo Comunicación Nervión
El Grupo Nervión se llamaba de forma completa como Grupo Comunicación Nervión y su inicio fue: 
- El grupo Comunicación Nervión inicia su andanza en el año 1986 con Radio Nervión, aunque el grupo se constituye definitivamente en 1992 con el lanzamiento de TeleBilbao. Con el tiempo el grupo ha ido creciendo y ya trabaja en diversas zonas de España, llegando con sus emisoras de radio a Euskadi, Navarra, La Rioja, Burgos, Cantabria o Madrid.
- Radio: Radio Nervión (Vizcaya, Cantabria y Burgos), Onda Cantabria (Cantabria), Radio Donosti (Guipúzcoa), Radio Gorbea (Vitoria), Sol Radio Madrid (Comunidad de Madrid), Radio Tropical Fm (Euskadi, Cantabria, Burgos, Madrid y Navarra), Fiesta Fm (Madrid, Vitoria y Navarra.
- Televisión: TeleBilbao (Vizcaya), TeleDonosti (Guipúzcoa), TeleVitoria (Vitoria), TeleCosta (Cantabria) y cuenta con la red Local Media TV - Cadena Local, que gestiona varias licencias locales en España, además de ejercer de Distribuidora de Contenidos.
- Internet: El Nervion información on line sobre Vizcaya.
- Otros: Publiner (creación y sostenimiento de páginas web), LocalPress (agencia de noticias).